# Elias Torpadius
Elias Torpadius, född 5 maj 1680 i Torpa i Östergötlands län, död 2 april 1747 i Stockholm, var en svensk ämbetsman och politiker. Han var son till Israel Torpadius (1638–1684), som var kyrkoherde i Torpa.

## Biografi
Elias Torpadius blev 1702 student vid Uppsala universitet. År 1716 utnämndes han till stadsnotarie i Stockholm samt 1725 rådman, 1739 politie- och 1745 handelsborgmästare där. Han var borgarståndets sekreterare vid riksdagarna år 1731, 1734 och 1738.
År 1733 övertog han Jakobsbergs malmgård och drev denna i närmare 15 år. Torpadius utvidgade gården ytterligare med mark som tidigare tillhört Horns tegelbruk.

## Äktenskap
I sitt första äktenskap var han gift med en dotter till bryggaråldermannen Falck; Katarina Johansdotter Falck, född 1695.  I sitt andra äktenskap var han gift med Maria Beata Gyllenstedt, född 22 november (enligt vissa källor 27 november) 1696 på Söderfors bruk. Bröllopet ägde rum på Söderfors bruk 8 mars 1724.
I första äktenskapet hade han sonen Johan Israel, född 8 februari 1722, och i andra giftet barnen Katarina Margareta, född 1725, död 1789, Anna Elisabet, född 11 april 1726, barn med ej känt namn, fött 1728, Carl, född 1 januari 1729, Niklas, född 3 april 1731 och Ulrika Beata, född 14 augusti 1732.